# Domulgeni
Domulgeni è un comune della Moldavia situato nel distretto di Florești di 1.496 abitanti al censimento del 2004